# Ubisoft Tiwak
Ubisoft Tiwak was een Frans computerspelontwikkelaar gevestigd in Montpellier. Het bedrijf werd in 2000 opgericht als Yeti Interactive en twee jaar later omgedoopt tot Tiwak. Het bedrijf werd in 2004 overgenomen door Ubisoft en in 2008 gefuseerd met Ubisoft Montpellier, wat het einde van de studio betekende.

## Ontwikkelde spellen
| Release | Titel                                          | Platform                                               |
| ------- | ---------------------------------------------- | ------------------------------------------------------ |
| 2005    | Tork: Prehistoric Punk                         | Xbox                                                   |
| 2006    | Tom Clancy's Ghost Recon Advanced Warfighter   | Xbox 360                                               |
| 2007    | Tom Clancy's Ghost Recon Advanced Warfighter 2 | Xbox 360                                               |
| 2007    | Beowulf: The Game                              | PlayStation 3, PlayStation Portable, Windows, Xbox 360 |